# 蒙莱讷沙托
蒙莱讷沙托（法語：Mont-lès-Neufchâteau，法語發音：[mɔ̃ lɛ nœfʃato, -nøʃato] ⓘ，意为“讷沙托附近的蒙”）是法国大東部大區孚日省的一个市镇，属于讷沙托区。

## 地理
蒙莱讷沙托（48°21'22"N, 5°38'29"E）面积11.51 平方千米，位于法国大東部大區孚日省，该省份为法国东北部内陆省份，北起默兹省和默尔特-摩泽尔省，西接上马恩省，南至上索恩省和贝尔福地区省，东临上莱茵省和下莱茵省。
与蒙莱讷沙托接壤的市镇（或旧市镇、城区）包括：弗勒贝库尔、弗雷维尔、大利福勒、米德勒沃、帕尔尼苏米罗、锡奥讷、讷沙托。
蒙莱讷沙托的时区为UTC+01:00、UTC+02:00（夏令时）。

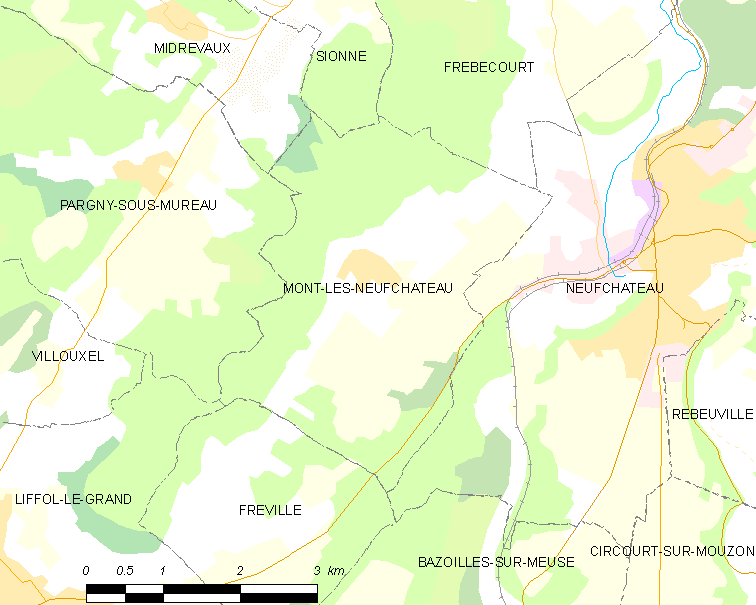
蒙莱讷沙托的OSM定位图

## 行政
蒙莱讷沙托的邮政编码为88300，INSEE市镇编码为88308。

## 政治
蒙莱讷沙托所属的省级选区为讷沙托县。

## 人口

1962-2008年间蒙莱讷沙托人口变化图示

蒙莱讷沙托于2022年1月1日时的人口数量为279人。